# Salillas de Jalón
Salillas de Jalón è un comune spagnolo di 352 abitanti situato nella comunità autonoma dell'Aragona.